# 메일폭탄
메일폭탄 또는 이메일폭탄(email bomb)은 상대방에게 피해를 줄 목적으로 한꺼번에 또는 지속적으로 전자우편을 보내는 수법을 말한다.
컴퓨터 통신망을 통하여 배달되는 일종의 전자우편으로 상대방의 우편함(ID)에 배달되는 순간 컴퓨터의 기능을 마비시킨다. 가장 일반적인 것은 기가(10억) 바이트급 용량의 '쓰레기 데이터'가 담긴 것으로 컴퓨터에 할당된 우편함의 저장능력을 초과시켜 더 이상 전자우편을 사용하지 못하게 한다. 이보다 기술적인 폭탄으로는 우편함을 열려는 순간 내장된 소프트웨어가 작동되어 전자우편 기능을 정지키시는 것이 있다.

## 형식
- 특정상품, 혹은 단체에 대한 광고가 첨부되는 경우
- 대량 혹은 대용량의 파일을 첨부하여 보내는 경우
- 특정인 혹은 특정단체에 대한 불만의 표시로 악의적인 내용으로 유포하거나 보내는 경우
- 메일이용에 지장을 주기 위해 특정인에게 다량의 메일을 보내는 경우

## 관련 법률
정보통신망 이용촉진 및 정보보호 등에 관한 법률

5. 제48조제3항(누구든지 정보통신망의 안정적 운영을 방해할 목적으로 대량의 신호 또는 데이터를 보내거나 부정한 명령을 처리하도록 하는 등의 방법으로 정보통신망에 장애를 발생하게 하여서는 아니된다)의 규정을 위반하여 정보통신망에 장애를 발생하게 한 자

## 같이 보기
- 사이버테러리즘
- 스팸메일
- 해킹